# Shinjuku Sompo Japan Building
Le Shinjuku Sompo Japan Building (新宿損保ジャパン本社ビル, Shinjuku Sonpo Japan Honsha Biru) est un gratte-ciel haut de 200 m situé dans le quartier d'affaires de Nishi Shinjuku à Tokyo.